# Het sacrament
Het sacrament é um filme de comédia belga de 1989 dirigido por Hugo Claus. Foi selecionado como representante da Bélgica à edição do Oscar 1990, organizada pela Academia de Artes e Ciências Cinematográficas.

## Sinopse
Nos anos 50, uma família faz sua reunião anual para comemorar o aniversário da morte da matriarca. As pessoas bebem e comem com excesso e depois de poucas horas toda inibição é destruída. Os membros da família começam a desafogar velhas mágoas e frustrações, agravando a tensão e criando discussões. Eventualmente, o filho homossexual fica deprimido e o drama se intensifica.

## Elenco
- Ann Petersen - Natalie
- Carl Ridders - Claude
- Jan Decleir - Albert
- Hugo Van Den Berghe - Antoine
- An De Donder - Jeanne
- Marc Didden - Gigi
- Chris Lomme - Lotte
- Brit Alen - Tilly
- Linda Schagen Van Leeuwen - Lutje
- Blanka Heirman - Taatje
- Koen Crucke